# (6331) 1992 FZ1
(6331) 1992 FZ1 (1992 FZ1, 1979 WW3, 1979 YE4) — астероїд головного поясу, відкритий 28 березня 1992 року.
Тіссеранів параметр щодо Юпітера — 3,529.